# 格羅弗 (伊利諾伊州)
格羅弗（英語：Glover）是位於美國伊利諾伊州尚佩恩縣的一個非建制地區。該地的面積和人口皆未知。

## 地理
格羅弗的座標為40°06′46″N 88°01′08″W / 40.11278°N 88.01889°W，而該地的平均海拔高度為209米（即686英尺）。